# Нарукавный знак «За уничтоженный танк»
Нарукавный знак «За уничтоженный танк» (нем. «Sonderabzeichen für das Niederkämpfen von Panzerkampfwagen durch Einzelkämpfer») — нарукавный знак, немецкая военная награда времён нацистской Германии. Имел две степени — первую и вторую.

## История

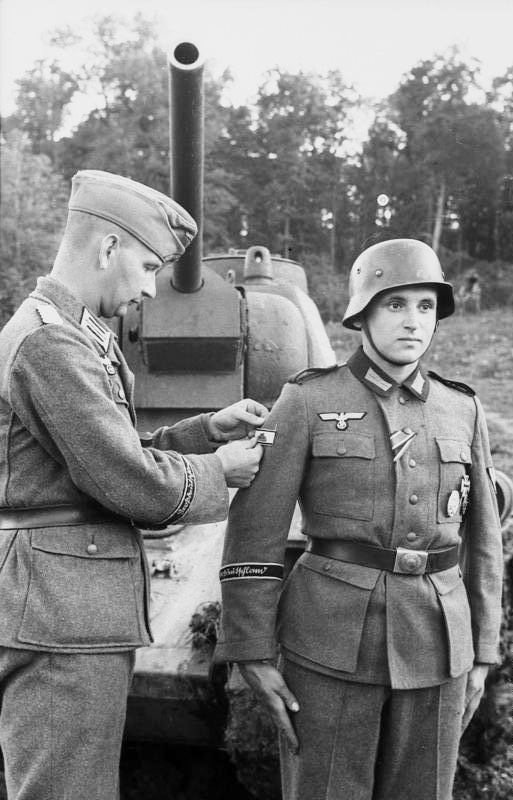
Награждение немецкого солдата нарукавным знаком «За уничтоженный танк»

Учрежден 9 марта 1942 года для награждения военнослужащих, уничтоживших танк или иную бронетехнику противника ручным оружием в бою. Кроме того, все военнослужащие германской армии, уничтожавшие бронетехнику противника, начиная с 22 июня 1941 года, должны были награждаться этим знаком. Первоначально знак имел только одну степень, но со временем возникла необходимость введения высшей степени. 18 декабря 1943 года была учреждена 1-я степень награды, соответственно первоначальный вариант знака получил статус 2-й степени. Данным знаком не могли быть награждены военнослужащие из противотанковых артиллерийских и танковых подразделений.
Критерии для награждения знаком «За уничтоженный танк» были следующими:
- 2-я степень (с серебристой лентой) — за уничтожение одного танка противника;
- 1-я степень (с золотистой лентой) — за уничтожение 5 танков противника.

## Описание

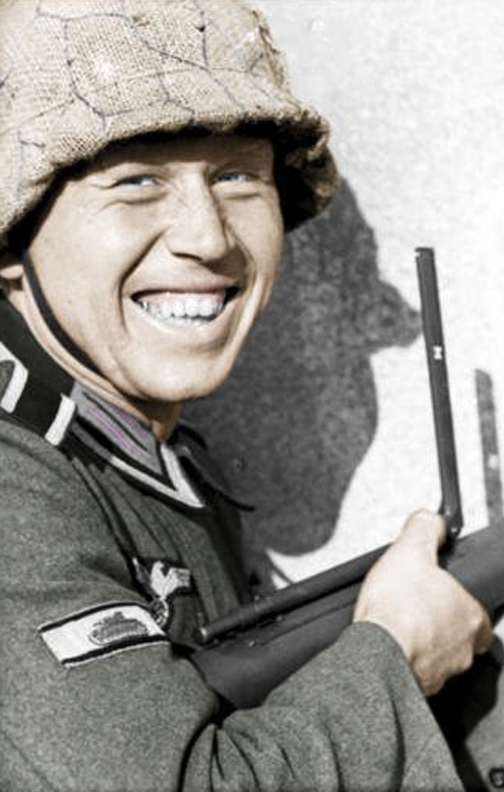
Унтер-офицер вермахта с нарукавным знаком «За уничтоженный танк»

Знак «За уничтоженный танк» 2-й степени состоял из символического изображения танка PzKpfw IV, закрепленного на серебристой наградной ленте. Изображение танка изготавливалось из бронзы с последующим чернением, размер «танка» был равен 43×18 мм, он крепился при помощи трех зубцов и небольшой металлической пластины по центру наградной ленты из металлизированной нити. В двух миллиметрах от края ленты, сверху и снизу, ленту окаймляли две тонкие четырёхмиллиметровые полосы, вышитые черной нитью. Размер ленты составлял 88×32 мм. Лента для знака 1-й степени изготовлялась из металлизированной нити золотистого цвета, изображение танка изготавливалось из бронзы, но имело позолоченное финишное покрытие. К концу войны при награждении знаком 1-й степени использовали «танк» от знака 2-й степени.
Знак носили в верхней части правого рукава, способ крепления — нить. Каждый последующий знак крепился ниже предыдущего (но не более четырёх знаков 2-й степени). После уничтожения пятого танка знаки 2-й степени следовало заменить на знак 1-й степени. При уничтожении следующего танка противника очередной знак (2-го класса) крепился ниже знака 1-й степени. 
Обладателем наибольшего количества знаков «За уничтоженный танк» стал оберлейтенант Гюнтер Визенц, уничтоживший 21 танк противника. Всего знаком «За уничтоженный танк» было награждено более 10 тысяч человек.